# Neve Shalom - Wāĥat as-Salām
Neve Shalom (Hebreeuws: נווה שלום) Wāĥat as-Salām (Arabisch: واحة السلام; Nederlands: Oase van Vrede) is een collectief dorp in Israël. Het is gelegen tussen Jeruzalem en Tel Aviv. 
Het dorp is in 1970 gesticht door de christen Bruno Hussar die de droom had dat er een andere weg naar vrede mogelijk moest worden gemaakt. Volgens Hussar zouden Joden en Arabieren c.q. Joodse en Palestijns-Arabische Israëli's met wederzijds respect voor elkaar in vrede samen moeten kunnen leven.
Anno 2006 telt dit dorp ruim zestig gezinnen waarvan de helft Joods en de andere helft Arabisch is. Het kent een democratische bestuursvorm en is als een coöperatie georganiseerd. Als dorp is het officieel in Israël erkend en onderdeel van een grotere gemeente. Men is niet gelieerd aan enige politieke partij. Meer dan 300 families staan op een wachtlijst om toegelaten te worden tot het dorp. Het is bijzonder populair als vestigingsplaats voor gemengd Arabisch-Joodse families.
In het dorp wordt tweetalig onderwijs gegeven (Hebreeuws / Arabisch) in een systeem dat inmiddels bestaat uit een peuterspeelzaal, kleuter- en lagere school. Ook staat er de School voor Vrede ('School for Peace'), een centrum voor Joods-Arabische ontmoetingen.